# شورش بودیکا
شورش بودیکا خیزش مسلحانهٔ دودمان‌های بومی سلتیک در برابر امپراتوری روم بود که سال ۶۰–۶۱ پس از میلاد در استان رومی بریتانیا و ازسوی بودیکا، ملکه آیسنائی‌ها رهبری می‌شد.
چرایی روی دادن این خیزش پایبند نماندن رومی‌ها به پیمانی بود که با همسر بودیکا، پراسوتاگوس، دربارهٔ جانشینی وی پس از مرگش بسته بودند.
این شورش پس از پیروزی بی‌چون‌وچرای رومیان و شکست بودیکا با ناکامی پایان یافت.